# Paffendorf (Band)
Paffendorf ist ein Dance-Duo aus Köln, benannt nach dem gleichnamigen Ortsteil Paffendorf der Stadt Bergheim.

## Geschichte
Paffendorf wurde 1998 von den Produzenten Ramon Zenker und Gottfried Engels gegründet. Zeitweise war Tobias Lützenkirchen am Musikprojekt beteiligt. Nach den ersten drei Singles Smile, Ruf Mich An und Terminator 2 Theme: Main Title wurden sie im Jahre 2000 für den Dance Act Of The Year ausgezeichnet. Noch im gleichen Jahr brachten sie ihr erstes Album Dance City auf den Markt. 2006 veröffentlichte Paffendorf zusammen mit The Real Booty Babes eine neue Version der Single Where Are You, die sie Where Are You 2007 nannten. Nach den großen Cluberfolgen wie „Rhythm & Sex“, „Where Are You“ oder „The Story“ hörte man längere Zeit nichts von dem Dance Duo. Mit ihrem Album Planet Dance im Jahre 2007 versuchten Paffendorf ein Comeback. Kommerziell gelang ihnen allerdings erst Anfang 2009 mit einem Remake des Hits Self Control (im Original von Raf, in Deutschland bekannter in der Version von Laura Branigan) wieder ein größerer Erfolg. Durch reine Downloads konnte sich dieser Titel in den deutschen Single-Charts platzieren. Vertreten wird das Projekt durch den bei Tiger Records tätigen Kölner DJ Christian Schmitz.

## Diskografie

### Alben
- 2000: Dance City
- 2007: Planet Dance

### Singles
- 1998: Smile
- 1998: Ruf Mich An
- 1998: Terminator 2 Theme: Main Title
- 1999: Allnight
- 1999: Where Are You
- 2000: Everybody Scream
- 2001: Rhythm & Sex
- 2002: Be Cool
- 2002: Crazy, Sexy, Marvellous
- 2004: Welcome To Africa
- 2005: On & On
- 2005: Stop That Shit!
- 2005: Under My Skin
- 2006: Vogue
- 2006: La La La Girl
- 2006: Where Are You 2007
- 2007: Smile (vs. The Real Booty Babes)
- 2008: On & On 2008 (vs. The Real Booty Babes)
- 2009: Self Control
- 2009: Bring It Back
- 2011: Be Cool 2011
- 2012: Smile 2012
- 2017: Where Are You 2K17
- 2017: La La La Girl 2K17
- 2021: Rave All Night

### Musikvideos
- 1998: Smile
- 1998: Ruf Mich An!
- 1998: Terminator 2 Theme: Main Title
- 1999: Where Are You
- 2001: Rhythm & Sex
- 2002: Be Cool
- 2002: Crazy, Sexy, Marvellous
- 2005: On & On
- 2006: La La La Girl
- 2006: Where Are You 2007